# 王溫 (唐朝)
王温（？—？），唐代雕塑家、彩塑艺人，塑工和装銮名工。

## 生平
王温善于塑像和彩绘装銮。精工妙技，称为古今绝手，与刘九郎齐名，其塑作被时人视为神品。拿手绝技为装銮，即为布彩梁栋斗拱或为塑像加彩、装金。曾为汴州安业寺（今河南开封大相国寺）大殿由沙门惠云所铸1丈8尺高的弥勒像彩绘装銮。又重装圣容金粉肉色，有“金粉肉色”之誉。并彩绘山门下善神一对，号称大相国寺十绝之一。